# Lý thuyết phát triển xã hội
Lý thuyết phát triển xã hội cố gắng giải thích những thay đổi về chất trong cấu trúc và khuôn khổ của xã hội, giúp xã hội nhận ra phương hướng và mục tiêu tốt hơn. Sự phát triển này có thể được định nghĩa theo cách áp dụng cho tất cả các xã hội trong tất cả các giai đoạn lịch sử như là một phong trào đẩy mức năng lượng, hiệu quả, chất lượng, năng suất, sự phức tạp, hiểu biết, sáng tạo, làm chủ, hưởng thụ và thành tựu tăng dần theo thời gian. Phát triển là một quá trình thay đổi xã hội, không chỉ đơn thuần là một tập hợp các chính sách và chương trình được thiết lập cho một số kết quả cụ thể. Trong năm thế kỷ qua, quá trình này đã tăng tốc và cường độ, và trong năm thập kỷ qua đã chứng kiến sự gia tăng rõ rệt về gia tốc.
Cơ chế cơ bản thúc đẩy thay đổi xã hội là nâng cao nhận thức dẫn đến việc tổ chức tốt hơn. Khi xã hội cảm nhận được những cơ hội mới và tốt hơn để tiến bộ, nó sẽ phát triển các hình thức tổ chức mới để khai thác những cơ hội mới này một cách thành công. Các hình thức tổ chức mới có khả năng khai thác tốt hơn các nguồn năng lượng xã hội và kỹ năng và nguồn lực để sử dụng các cơ hội để có được kết quả như mong muốn.
Sự phát triển bị chi phối bởi nhiều yếu tố ảnh hưởng đến kết quả của những nỗ lực phát triển. Phải có một động lực thúc đẩy sự thay đổi xã hội và các điều kiện tiên quyết cần thiết cho sự thay đổi đó xảy ra. Động lực phải đủ mạnh để vượt qua các chướng ngại vật cản trở sự thay đổi đó xảy ra. Phát triển cũng đòi hỏi các nguồn lực như vốn, công nghệ và cơ sở hạ tầng hỗ trợ.
Phát triển là kết quả của năng lực của xã hội để tổ chức các nguồn lực để đáp ứng những thách thức và cơ hội. Xã hội trải qua các giai đoạn được xác định rõ trong quá trình phát triển của nó. Họ là những người săn bắn và hái lượm du mục, nông thôn, thành thị, thương mại, công nghiệp và xã hội hậu công nghiệp. Những người tiên phong giới thiệu những ý tưởng, thực tiễn và thói quen mới mà các yếu tố bảo thủ ban đầu chống lại. Ở giai đoạn sau, các sáng kiến được chấp nhận, bắt chước, tổ chức và sử dụng bởi các thành viên khác trong cộng đồng. Cải tiến tổ chức được giới thiệu để hỗ trợ các đổi mới có thể diễn ra đồng thời ở bốn cấp độ khác nhau — thể chất, xã hội, tinh thần và tâm lý. Hơn nữa, bốn loại tài nguyên khác nhau có liên quan trong việc thúc đẩy phát triển. Trong số bốn, tài nguyên vật lý có thể nhìn thấy rõ nhất, nhưng ít có khả năng mở rộng nhất. Năng suất của tài nguyên tăng lên rất nhiều khi chất lượng của tổ chức và mức độ đầu vào tri thức tăng lên.
Tốc độ phát triển và phạm vi thay đổi tùy theo xã hội giai đoạn. Ba giai đoạn chính là thể chất, sống còn (quan trọng đề cập đến năng lượng xã hội năng động và thần kinh của nhân loại thúc đẩy các cá nhân hoàn thành) và tinh thần.